# Brendan Jones
Brendan Mark Jones (West Wyalong, New South Wales, 3 maart 1975) is een professional golfer uit Australië. Hij speelt vooral op de Japan Golf Tour.

## Amateur
In 1995 wilde Brendan terug naar New South Wales. Hij werd lid van de Castle Hill Golf CLub. 
Hij won onder meer:
- 1998: Riversdale Cup
- 1999: Australian Amateur

### Teams
- Eisenhower Trophy (namens Australia): 1998 in Santiago, Chili
- Four Nations: 1994, 1995, 1996, 1997, 1998, 1999

## Professional
Brendan Jones werd in 1999 professional nadat hij in Australië het internationaal amateurskampioenschap had gewonnen. Hij speelde enkele jaren de Australische Tour en later won hij een aantal toernooien op de Japan Golf Tour. In 2005 speelde hij een seizoen op de Amerikaanse PGA Tour. Daar verdiende hij net te weinig om zijn kaart te verlengen, dus moest hij terug naar Japan. In 2007 won hij daar drie toernooien waarna hij in de top-100 van de Official World Golf Ranking stond. In 2010 volgde een belangrijke overwinning, want het Panasonic Open telde ook mee voor de Aziatische PGA Tour, zodat hij ook daar speelrecht kreeg.
In 2011 werd hij in maart 2de bij de Sydney Invitational. In april speelt hij voor het eerst in de Masters.

### Gewonnen

#### Japan Golf Tour
- 2002: Philip Morris K.K. Championship
- 2003: Sun Chlorella Classic
- 2004: Tsuruya Open, Gateway to the Open Mizuno Open
- 2006: Tsuruya Open
- 2007: Tsuruya Open, Mitsui Sumitomo VISA Taiheiyo Masters, Golf Nippon Series JT Cup
- 2010: Asia-Pacific Panasonic Open
- 2011: The Crowns
- 2012: Token Homemate Cup in Nagoya

#### Asian Tour
- 2010: Asia-Pacific Panasonic Open

#### Nationwide Tour
- 2004: LaSalle Bank Open

### Teams
- World Cup (namens Australië): 2008 (met Richard Green)